# Leialoha lanaiensis
Leialoha lanaiensis är en insektsart som beskrevs av Frederick Arthur Godfrey Muir 1917. Leialoha lanaiensis ingår i släktet Leialoha och familjen sporrstritar. Inga underarter finns listade i Catalogue of Life.